# 357 (číslo)
Tři sta padesát sedm je přirozené číslo, které následuje po čísle tři sta padesát šest a předchází číslu tři sta padesát osm. Římskými číslicemi se zapisuje CCCLVII a řeckými číslicemi τνζ.

## Matematika
357 je:
- Deficientní číslo
- Nešťastné číslo

## Astronomie
- (357) Ninina je planetka hlavního pásu, kterou objevil v roce 1893 Auguste Charlois

## Doprava
- Silnice II/357 je česká silnice II. třídy vedoucí na trase Bystřice nad Pernštejnem – Jimramov – Borovnice – I/34 – Proseč – Nové Hrady – Vysoké Mýto – Choceň[1][2][3][4][5]

## Ostatní
- +357 je mezinárodní telefonní předvolba Kypru

## Roky
- 357
- 357 př. n. l.